# Sport Club Marsala 1912 1997-1998
Questa pagina raccoglie i dati riguardanti lo Sport Club Marsala 1912 nelle competizioni ufficiali della stagione 1997-1998.

## Stagione
Nella stagione 1997-1998 lo Sport Club Marsala 1912 disputò il campionato di Serie C2, raggiungendo il 1º posto.

## Divise e sponsor
I colori sociali dello Sport Club Marsala 1912 sono l'azzurro ed il bianco.
| Casa | Trasferta |

## Rosa
| N. |                   | Ruolo | Calciatore           |
| -- | ----------------- | ----- | -------------------- |
| 1  | Italia (bandiera) | P     | Luca Aprile          |
| 2  | Italia (bandiera) | D     | Michele Coppola      |
| 3  | Italia (bandiera) | D     | Egidio Ingrosso      |
| 4  | Italia (bandiera) | D     | Francesco Tondo      |
| 5  | Italia (bandiera) | D     | Lorenzo Fabiani      |
| 6  | Italia (bandiera) | D     | Tommaso Napoli       |
| 7  | Italia (bandiera) | C     | Valerio Leto         |
| 8  | Italia (bandiera) | C     | Mauro Picconi        |
| 9  | Italia (bandiera) | C     | Massimiliano Spocchi |
| 10 | Italia (bandiera) | A     | Francesco Semplice   |
| 11 | Italia (bandiera) | A     | Antonino Barraco     |

| N. |                   | Ruolo | Calciatore           |
| -- | ----------------- | ----- | -------------------- |
| 12 | Italia (bandiera) | A     | Giovanni Sorce       |
| 13 | Italia (bandiera) | A     | Emanuele Germano     |
| 13 | Italia (bandiera) | C     | Marcello Guglielmino |
| 13 | Italia (bandiera) | D     | Simone Fortini       |
| 13 | Italia (bandiera) | C     | Marcello Direnzo     |
| 13 | Italia (bandiera) | C     | Giuseppe Barone      |
| 13 | Italia (bandiera) | D     | Giacomo Filippi      |
| 13 | Italia (bandiera) | C     | Marco Bertelli       |
| 13 | Italia (bandiera) | C     | Antonino Benenati    |
| 13 | Italia (bandiera) | P     | Gianfranco Randazzo  |
| 13 | Italia (bandiera) | C     | Daniele Pinata       |

## Risultati

### Campionato

#### Girone di andata
| 1º settembre 1997 1ª giornata | Marsala | 2 – 0 | Sora |  |

| 7 settembre 1997 2ª giornata | Castrovillari | 2 – 1 | Marsala |  |

| 14 settembre 1997 3ª giornata | Astrea | 1 – 1 | Marsala |  |

| 21 settembre 1997 4ª giornata | Marsala | 1 – 1 | Catanzaro |  |

| 28 settembre 1997 5ª giornata | Tricase | 2 – 1 | Marsala |  |

| 5 ottobre 1997 6ª giornata | Marsala | 2 – 0 | Avezzano |  |

| 12 ottobre 1997 7ª giornata | Cavese | 0 – 4 | Marsala |  |

| 26 ottobre 1997 8ª giornata | Marsala | 0 – 1 | Trapani |  |

| 2 novembre 1997 9ª giornata | Gela J.T. | 0 – 1 | Marsala |  |

| 9 novembre 1997 10ª giornata | Marsala | 4 – 1 | Olbia |  |

| 16 novembre 1997 11ª giornata | Marsala | 0 – 0 | Catania |  |

| 23 novembre 1997 12ª giornata | Crotone | 1 – 1 | Marsala |  |

| 7 dicembre 1997 13ª giornata | Marsala | 2 – 1 | Albanova |  |

| 14 dicembre 1997 14ª giornata | Frosinone | 0 – 0 | Marsala |  |

| 21 dicembre 1997 15ª giornata | Marsala | 3 – 1 | Chieti |  |

| 28 dicembre 1997 16ª giornata | Bisceglie | 1 – 0 | Marsala |  |

| 11 gennaio 1998 17ª giornata | Marsala | 0 – 0 | Sporting Benevento |  |

#### Girone di ritorno
| 18 gennaio 1998 18ª giornata | Sora | 0 – 0 | Marsala |  |

| 25 gennaio 1998 19ª giornata | Marsala | 2 – 0 | Castrovillari |  |

| 1º febbraio 1998 20ª giornata | Marsala | 3 – 2 | Astrea |  |

| 8 febbraio 1998 21ª giornata | Catanzaro | 0 – 0 | Marsala |  |

| 15 febbraio 1998 22ª giornata | Marsala | 2 – 0 | Tricase |  |

| 22 febbraio 1998 23ª giornata | Avezzano | 2 – 2 | Marsala |  |

| 8 marzo 1998 24ª giornata | Marsala | 2 – 1 | Cavese |  |

| 15 marzo 1998 25ª giornata | Trapani | 1 – 1 | Marsala |  |

| 22 marzo 1998 26ª giornata | Marsala | 2 – 1 | Gela J.T. |  |

| 29 marzo 1998 27ª giornata | Olbia | 0 – 1 | Marsala |  |

| 5 aprile 1998 28ª giornata | Catania | 0 – 0 | Marsala |  |

| 11 aprile 1998 29ª giornata | Marsala | 0 – 3 | Crotone |  |

| 19 aprile 1998 30ª giornata | Albanova | 0 – 0 | Marsala |  |

| 26 aprile 1998 31ª giornata | Marsala | 5 – 2 | Frosinone |  |

| 3 maggio 1998 32ª giornata | Chieti | 0 – 1 | Marsala |  |

| 10 maggio 1998 33ª giornata | Marsala | 3 – 0 | Bisceglie |  |

| 17 maggio 1998 34ª giornata | Sporting Benevento | 1 – 1 | Marsala |  |